# Cephalaria calcarea
Cephalaria calcarea là một loài thực vật có hoa trong họ Kim ngân. Loài này được Albov mô tả khoa học đầu tiên năm 1895.